# Hemidactylus newtoni
Hemidactylus newtoni este o specie de șopârle din genul Hemidactylus, familia Gekkonidae, descrisă de Ferreira 1897. Conform Catalogue of Life specia Hemidactylus newtoni nu are subspecii cunoscute.